# Daiki Ito
Daiki Ito (n. 27 decembrie 1985, Shimokawa⁠(d), Prefectura Hokkaidō, Japonia) este un săritor cu schiurile ce a reprezentat Japonia, medaliat olimpic. A participat la 4 ediții ale Jocurilor Olimpice (2006, 2010, 2014, 2018) în care a câștigat o medalie de bronz.